# 九十九王子 (岸和田市・貝塚市)
本項目では、大阪府岸和田市および貝塚市内に所在する九十九王子（くじゅうくおうじ）について述べる。

## 九十九王子とは
九十九王子（くじゅうくおうじ）とは、熊野古道、特に紀伊路沿いに在する神社のうち、主に12世紀から13世紀にかけて、皇族・貴人の熊野詣に際して先達をつとめた熊野修験の手で急速に組織された一群の神社をいい、参詣者の守護が祈願された。
しかしながら、承久3年（1221年）の承久の乱以降、京からの熊野詣が下火になり、そのルートであった紀伊路が衰退するとともに、荒廃と退転がすすんだ。室町時代以降、熊野詣がかつてのような卓越した地位を失うにつれ、この傾向はいっそう進み、近世紀州藩の手による顕彰も行なわれたものの、勢いをとどめるまでには至らなかった。さらに、明治以降の神道の国家神道化とそれに伴う合祀、市街化による廃絶などにより、旧社地が失われたり、比定地が不明になったものも多い。
本記事では、これら九十九王子のうち、比定地が大阪府岸和田市および貝塚市内にある王子を扱う。

## 九十九王子
岸和田市内の九十九王子は1社、貝塚市内の九十九王子は3社。

### 池田王子
池田王子は、JR阪和線久米田駅に近い私有地（岸和田市下池田）内に比定される。かつては、畑の中に土が舞台上に盛り上げられた草舞台と呼ばれていた場所があり、王子跡碑があった。しかし現在では、その痕跡も失われ、畑と駐車場になっている。
『和泉誌』には「今云熊野権現」、『泉州誌』には「積川王子、或云池田王子、余按、昔此辺、積川王子社領地」との記述があり、積川王子の別名から、積川神社（岸和田市積川町）との関連性が示唆されている。明治期の神社合祀に際して、夜疑神社（岸和田市中井町2-7-1）に合祀され廃絶した。
- 最寄り交通機関 - JR阪和線久米田駅下車後、徒歩

### 麻生川王子
麻生川王子（あそかわおうじ）は、1909年（明治42年）、阿里莫神社（貝塚市久保165番地）に合祀され廃絶。浅宇川王子、鹿王子との別表記あり。
半田集落の氏神として崇敬されていた神社。現在、比定地には工作機器メーカーの工場があり、その近くに全くに偶然ながら、末広大神の鎮守社が鎮座している。近隣には、熊野街道の一里塚跡があり、それを記念する道標が立てられている。
- 所在地 貝塚市半田

### 鞍持王子
鞍持王子（くらもちおうじ）は、1907年（明治40年）、南近義神社（みなみこぎじんじゃ、貝塚市王子）に合祀され廃絶。現在、比定地には鳥居と小社祠が遺されている。
『貝塚市史』『和泉誌』などに言及があり、橋本村大字王子原宮にあった旨が記述されているが、異説によれば、正福寺（貝塚市地蔵堂）の東横が社地であるともいう。
- 所在地 貝塚市王子

### 近木王子
近木王子（こぎおうじ）は明治末に南近義神社に合祀され廃社となった。胡木新王子との別表記あり。
善正寺（貝塚市地蔵堂）の東側が旧社地に比定されるが、吉祥園寺（貝塚市王子）の南の王子村字権現にあった熊野神社（現在廃社）を旧社地とする説もある。
- 所在地 貝塚市地蔵堂